# Progenia

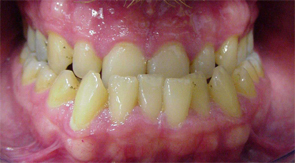

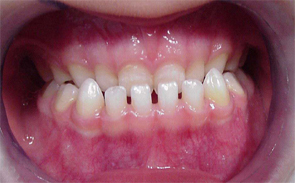

Progenia – wrodzona wada kostna zgryzu, polegająca na doprzednim wzroście żuchwy w stosunku do szczęki.
Progenia może prowadzić do zaburzeń w prawidłowej pracy stawów skroniowo-żuchwowych, gryzienia pokarmów oraz wymowy. Nasilona wada wpływa też negatywnie na rysy twarzy, objawia się przede wszystkim wysunięciem brody oraz dolnej wargi. Nieleczona wada pogłębia się szczególnie w starszym wieku i powoduje dolegliwości zdrowotne.

## Leczenie
Opiera się na ścisłej współpracy ortodonty oraz chirurga szczękowego. Jednakże przy przeroście kości żuchwy leczenie ortodontyczne jako jedyny sposób terapii jest niewystarczające, konieczny jest zabieg operacyjny. Różnorodność wad sprawia, że często potrzebne są operacje przeprowadzane zarówno na żuchwie, jak i na szczęce. W drugim przypadku, wadzie winna jest przerośnięta żuchwa oraz niedorozwinięta szczęka. Zabieg polega na skróceniu trzonu żuchwy oraz ustawieniu szczęki względem żuchwy. Szczęka często powiązana jest posterio lub anteriorotacją (odchyleniami pionowymi), które dodatkowo komplikują leczenie chirurgiczne.
Leczenie ortodontyczne trwa z reguły od 6 miesięcy do 2 lat. Polega na ustawieniu zębów w takiej pozycji, aby podczas operacji można było złożyć zgryz, zapewnić prawidłowe jego relacje, oraz wyeliminować ryzyko nieodpowiedniego ustawienia szczęk. Podczas leczenia ortodontycznego wada często wizualnie się pogłębia, gdyż zęby dolne często niejaką "kładą się" do wewnątrz ust, gdy nie mają prawidłowych relacji z górnymi. Stąd leczenie ortodontyczne je wychyla za zewnątrz, dając nieestetyczny efekt wizualny (który znika po operacji). Zabieg jest obecnie refundowany przez NFZ.